# Gobernación de Bielorrusia
La gobernación de Bielorrusia (en ruso: Белорусская губерния) fue una división administrativa del Imperio ruso establecida el 12 de diciembre de 1796. Incluía las tierras adquiridas después de la segunda partición de Polonia.
Fue disuelta el 27 de febrero de 1802 después de una reforma administrativa, que la repartió entre las gobernaciones de Vítebsk y Maguilov.